# Prečko
Prečko je zagrebačko gradsko naselje (kvart) koje se nalazi na zapadnom dijelu grada na samom rubnom dijelu Trešnjevke, istočno od prigradskog naselja Savska Opatovina i Jankomira, a zapadno od Jaruna, te južno od Španskog. Mjesni odbor Prečko obuhvaća 235,06 hektara, a prema popisu iz 2021. ondje živi 13 795 stanovnika.

## Javni prijevoz
U Prečkom se od 20. studenoga 2000. godine nalazi najzapadnije tramvajsko okretište u Zagrebu, produženo od okretišta Jarun. Na njemu se danas okreću tramvajske linije 5 (Prečko – Park Maksimir) i 17 (Prečko – Borongaj).

## Povijest
Krajem Drugoga svjetskog rata, Jugoslavenska armija u Prečkom je osnovala radni logor, koji je pripadao X. vojnoj korpusnoj oblasti. Prema izvješću Generalštaba JA-a od 15. svibnja 1945., u logoru je tada bilo 15 000 zarobljenika. Prema izvješću Odjeljenja zaštite naroda OZN-a za Hrvatsku, dne 14. kolovoza 1945. iz logora su otpuštena 772 zarobljenika, a u logoru ih je ostalo 77.
Stambeno naselje Prečko izgradilo je zagrebačko građevinsko poduzeće GRO Vladimir Gortan. U Prečkom se nalaze dvije osnovne škole: Nikola Tesla i Prečko.
Dana 20. kolovoza 1966. kardinal Franjo Šeper izdaje dekret o osnutku župe Novo Špansko. 4. rujna iste godine tadašnji pomoćni biskup zagrebački Franjo Kuharić zajedno s prvim župnikom Adamom Periškićem blagoslivlja bogoslužni prostor. Na Božić 1973. predviđena je lokacija za izgradnju župne crkve Presvetoga Trojstva, koju je u lipnju 1976. blagoslovio tada već nadbiskup Franjo Kuharić.
Prigodom osnivanja općina u Gradu Zagrebu 1974., ponovno je formirana Općina Trešnjevka u sastav koje tada ulazi i naselje Prečko, u kojoj ostaje do ukidanja općina u Gradu Zagrebu 31. prosinca 1990. Prema podjeli ustanovljenoj Statutom Grada Zagreba iz 14. prosinca 1999., pripada Gradskoj četvrti Trešnjevka – jug, te čini zaseban mjesni odbor.
Dana 20. prosinca 2024. godine u Osnovnoj školi Prečko odvio se napad na učenike i nastavno osoblje škole. Mladi muškarac u dobi od 19 godina ušao je u školu i napao učenike te jednu učiteljicu, nakon čega je pokušao počiniti samoubojstvo. Jedna je učenica uslijed napada preminula, a petero je učenika s učiteljicom ranjeno i prevezeno u bolnice.

## Stanovništvo
Prema popisu iz 2011. godine, u Prečkom je živjelo 13 695 stanovnika, a prema popisu iz 2021. godine 13 795 stanovnika.

## Sport
U naselju djeluje NK Prečko s igralištem kod istoimene škole.
Od 1979. godine na malonogometnom igralištu Kocka u Tijardovićevoj ulici održava se najstariji zagrebački malonogometni turnir na otvorenom, a poslije malonogometnoga turnira Kutije šibica, drugi općenito u Zagrebu.

## Kultura
Od 1983. u kvartu djeluje folklorni ansambl »Croatia«. Među prvima je unutar kojega je počeo djelovati dječji ansambl. Sudjelovao je na nizu tuzemnih i inozemnih folklornih festivala.

## Poznate osobe
- Borna Sosa, hrvatski nogometaš[11]
- Branko Strupar, hrvatsko-belgijski nogometaš[12]

## Vanjske poveznice
- MO Prečko na stranicama Grada Zagreba